# أستيكلينة
أُستِيكُلِينَة (بالبوسنوية: Ustikolina)‏ هي قرية بوسنويَّة ومركز بلديَّة «فوشة أستيكلينة»، تقع ضمن اتحاد البوسنة والهرسك.
استوطنت المنطقة مُنذُ العُصُور القديمة، إذ عُثر فيها على نُقُودٍ روميَّة مسكوكةٍ من البرونز والنُحاس وبقايا خزفٍ تعود للفترة المُمتدة بين القرنين الثاني والرابع الميلاديين. الاسم نسبةً لنهر «كُلينة»، ومعناه كاملًا «ثغر كُلينة». أوَّل ذكرٍ موثَّق لهذه القرية كان في حوليَّات راهب دُقلية (باللاتينية: Gesta regum Sclavorum)، حيثُ قيل أنَّ أمير الصرب «شَسْلَاڤ» (بالصربية: Часлав) هزم المجريين في حقل «كَڤلِنسِكي» قُرب أستيكلينة. يُحيط بالقرية آثار مدينة جنائزية مسيحيَّة تعود للقُرُون الوسطى، مما يعني أنَّ أهل المنطقة بحُلُول ذلك الزمن كانوا نصارى. دخل الإسلام إلى المنطقة مع الفاتحين العُثمانيين، ويبدو أنَّ أوَّل مسجدٍ في بلاد البُشناق بُني في هذه القرية سنة 1443 أو 1448م، ولا يُعرف من هو بانيه الأصلي، على أنَّه سُمي لاحقًا «مسجد طُرخان أمين بك». دُمِّر هذا المسجد تمامًا خلال الحرب العالمية الثانية، فأُعيد بناؤه ليُعيد الصربيُّون هدمه مُجددًا خلال حرب البوسنة، فأُعيد بناؤه سنة 2007م، غير أنَّ أساساته الأصيلة اندثرت.